# Tresivio
Tresivio ist eine norditalienische Gemeinde (comune) in der Provinz Sondrio in der Lombardei.

## Lage und Einwohner
Die Gemeinde liegt knapp 6 Kilometer östlich von der Provinzhauptstadt Sondrio nördlich der Adda im Veltlintal und hat 2037 Einwohnern (Stand 31. Dezember 2023).  Sie wird von zwei Bächen durchquert, der Rhon, die die Grenze zwischen Tresivio und Ponte bildet, und der Rogna, die Tresivio und Poggiridenti, beide Nebenflüsse der Adda, begrenzt. Tresivio ist ein sehr landwirtschaftlich geprägtes Land, sehr reich an Weinbergen (charakteristisch für die Santa Casa di Loreto) und Apfelplantagen. Oberhalb des Ortskerns führt eine Straße, die den Hang hinaufführt und durch die Weinberge führt, zu den Weilern Piedo, Sant’Abbondio, dem Ortsteil Masotti und dem letzten Sant’Antonio. Die Gemeinde hat eine eher einfache, aber charakteristische orographische Konfiguration: sie entspringt vom Talboden und erhebt sich mit zwei morphologisch interessanten Strukturen wie der Rupe del Calvario und der Conoide della Fiorenza (eine alte begrabene Stadt im Mittelalter).
Die Nachbargemeinden sind Montagna in Valtellina, Piateda, Poggiridenti und Ponte in Valtellina.

## Toponomastik
Der Name Tresivio stammt wahrscheinlich aus dem lateinischen Tres Viae, drei Straßen, wegen des ursprünglichen Stadtzentrums, wo sich die drei Hauptstraßen trafen, aus denen sich die moderne Stadt entwickelte.

## Geschichte

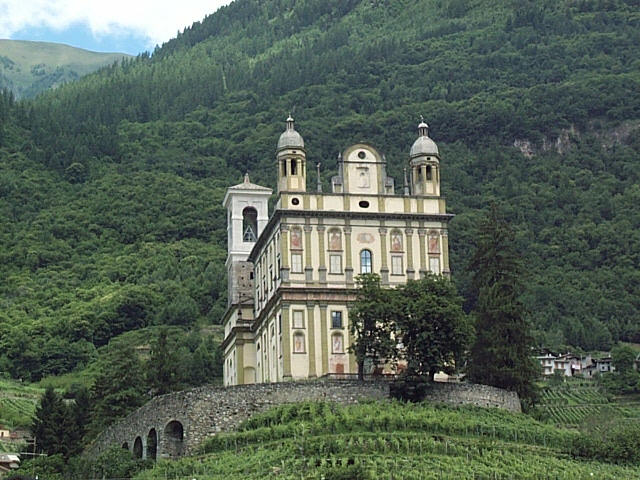
Wallfahrtskirche Santuario della Santa Casa di Loreto

Der Bischof von Como, der bedeutende Güter in der Gegend besaß, wohnte drei Monate im Jahr im Bischofspalast von Tresivio. Während der Herrschaft der Visconti und der Sforza (1325–1500) wurde Tresivio die Hauptstadt des Veltlins: Es war der Sitz des Obersten Gerichtshofs des Tales und der herzogliche Gouverneur musste nach Tresivio zur Verwaltung gehen korrekte Justiz. Direkt auf dem Fels von Golgotha, genannt Motta, stand der Palast des Marquis Malaspina, Generalkapitän des Tals im Auftrag der Visconti, die Pfarrkirche, die Kirchen San Michele und San Giovanni Battista, der Bischofspalast und schließlich die Burg. Die älteste Spur der Burg stammt aus dem Jahr 1046: Sie gehörte wie die anderen Pieve dem Bischof von Como. Die Ländereien, die dem Schloss gehörten, wurden auf Kosten all derer gehalten, die verteidigt wurden und allgemein Castra genannt wurden.
Die Kriege zwischen den Guelfen und Ghibellinen ruinierten Tresivio: 1437 wurde es praktisch vom lokalen Herrn gehörend der Guelfenfraktion, Antonio Beccaria, während des harten Kampfes gegen Stefano di Pendolasco zerstört. 1487, anlässlich der zweiten Invasion von Graubündner, wurde die Burg geplündert, und 1513 endgültig zerstört. Heute gibt es noch einige Überreste des imposanten Herrenhauses, auf der Spitze des Hügels befindet sich die Kirche San Michele aus dem siebzehnten Jahrhundert. Im Mittelalter wurde das Gebiet von Tresivio allgemein Tresivio Piano genannt, das dem heutigen Territorium der Gemeinde von Piateda entspricht, und Tresivio Monte, das außer Tresivio und Acqua auch Paiosa und Boffetto einschloss. Am 30. August 1427 erfolgte die Trennung zwischen der Tresivio Piano und Tresivio Monte. Am 5. November 1473 bildete der Bergteil von Tresivio einen neuen unabhängigen Körper, der Monte dell'Acqua oder einfach, Acqua genannt wird.
Mit dem Beginn der Herrschaft des Kantons Graubünden (1512) verlor Tresivio seine wichtige Rolle als Hauptort zugunsten von Sondrio, an einem günstigeren Ort für den Transport, die Kommunikation, den Durchgang von Waren, das Erweiterung der Veltliner Wirtschaft und, nicht zuletzt, die physische Ausdehnung der Stadt. Tresivio blieb jedoch bis ungefähr 1540, dem Sitz des Vikars von Valle, der als Richter diente. In 1600 war das Land in der ersten Person in den schwierigen Jahren der Kriege von Valtellina beteiligt, die mit der Revolte gegen Graubünden, im 19. Juli [1620] begonnen wurden.
Die Kriege wurden von Hungersnöten und Epidemien einschließlich der Pest von 1630 begleitet. Nach einer Abstimmung die Veltliner Gemeinden wählten Tresivio für die Errichtung eines Marienheiligtums: Am 30. November 1646 wurde der Grundstein für das heutige Heilige Haus gelegt, das später zum Symbol der Gemeinde und der Andacht wurde des gesamten Veltlin an die Jungfrau Maria.

## Verkehr
Die Strada Statale 38 dello Stelvio über das Stilfser Joch begrenzt die Gemeinde im Süden. Der gemeinsame Bahnhof befindet sich in der Nachbargemeinde Poggiridenti.

## Sehenswürdigkeiten

### Sakralbauten

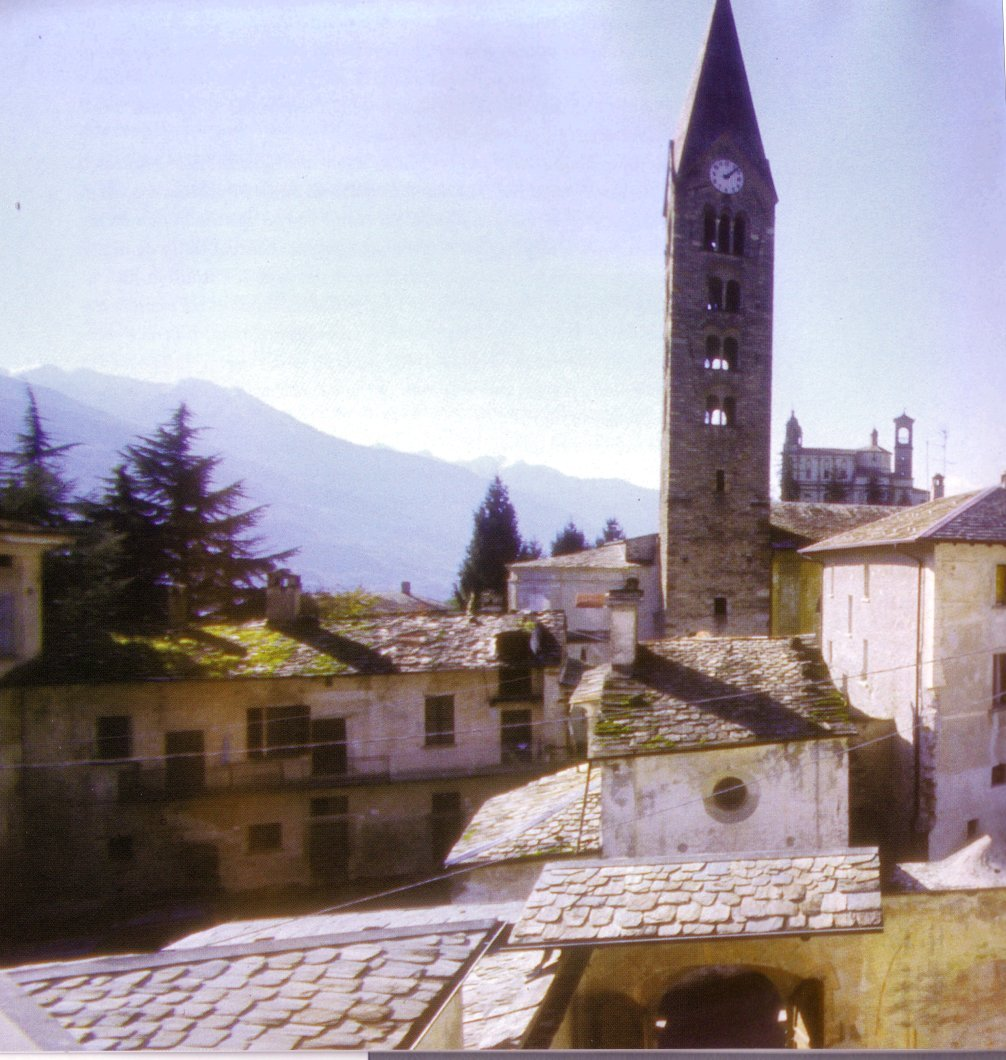
Treviso

- Pfarrkirche Santi Pietro e Paolo, Piazza SS Pietro e Paolo, Tresivio Centro, im Apsys bewahrt der Gemälde Assunta des Malers Michele Annoni (1774)
- Kirche San Giovanni, Piazza SS Santi Pietro e Paolo, Tresivio Centro
- Kirche del Calvario, via Calvario, Tresivio Centro (auf Rupe del Calvario)
- Kirche San Tomaso, Quartier San Tomaso, bewahrt den Fresko  Madonna mit Kind und Heilige Rocco und Sebastiano des Malers Giovannino da Sondalo (14. Jahrhundert)
- Kirche San Rocco, Quartier Piedo
- Kirche Sant’Abbondio, Quartier Sant’Abbondio
- Kirche Santo Stefano im Ortsteil Santo Stefano
- Wallfahrtskirche Nostra Signora di Loreto (Mariä Geburt geweiht), erbaut 1646

## Persönlichkeiten
- Familie Beccaria[2]
  - Giovanni Beccaria (* um 1400 in Tresivio; † um 1455 in Rogna ?), verließ 1430 Tresivio, den bisherigen Wohnsitz der Familie wegen öfterer Ueberfälle der welfischen und ghibellinischen Partei und baute bei Rogna ein festes Schloss.[3]
  - Antonio Beccaria (* um 1420 in ?; † um 1475 in Masegra ?), Sohn des Giovanni, ward in den Ritterstand erhoben und erwarb sich durch Heirat das Schloss Masegra oberhalb Sondrio nebst allen Gütern des adeligen Geschlechtes De Capitanei. Er war ein Haupt der Welfen, fiel beim damaligen Landesherrn Herzog Philipp Maria von Mailand in Ungnade und half trotz dem 1447 im Kriege zwischen Mailand und Venedig das Tal verteidigen, bis mailändische Hilfe kam.[4]
  - Ferrando Beccaria (* um 1550 in Sondrio; † nach 1593 ebenda), er veräußerte 1593 die Schlösser der Beccaria zu Masegra und deren Zehnten und viele Güter an die Familie von Salis.[5]